# Додж, Ричард
Ричард Ирвинг Додж (англ. Richard Irving Dodge; 19 мая 1827 — 16 июня 1895) — офицер армии США,  участник Гражданской войны и Индейских войн.

## Биография
Ричард Ирвинг Додж родился в городе Хантсвилл, штат Северная Каролина. Его дядей был всемирно известный американский писатель Вашингтон Ирвинг. В 1846 году он закончил Военную академию США. В 1858 году Додж женился на Джулии Полдинг, правнучке генерала Уильяма Полдинга, бывшего члена Палаты представителей от штата Нью-Йорк и мэра города Нью-Йорк.

Во время Гражданской войны сражался на стороне северян, служил адъютантом у генерала Уильяма Текумсе Шермана. После окончания Гражданской войны продолжил службу в армии, много лет провёл на Великих Равнинах. Многократно участвовал в сражениях с индейцами. Был сторонником истребления бизонов на Великих Равнинах — ему принадлежат слова: 
Убивайте каждого бизона, которого вы сможете убить. Смерть каждого бизона — это исчезновение индейцев.
Принимал участие в геологической экспедиции в Блэк-Хилс в 1875 году. В следующем году сражался с сиу и шайеннами во время войны за Чёрные Холмы. В ноябре 1876 года входил в состав войск, атаковавших селение вождя северных шайеннов Утренней Звезды у Ред-Форк.
Выйдя в отставку, Додж начал писать книги, о которых позже высоко отзывался президент США Теодор Рузвельт. В честь полковника был назван один из самых известных городов Дикого Запада Додж-Сити.
Ричард Ирвинг Додж скончался 16 июня 1895 года и был похоронен на Арлингтонском национальном кладбище.